# Oligia iridis
Oligia iridis är en fjärilsart som beskrevs av Dyar 1923. Oligia iridis ingår i släktet Oligia och familjen nattflyn. Inga underarter finns listade i Catalogue of Life.